# Ordine di battuta

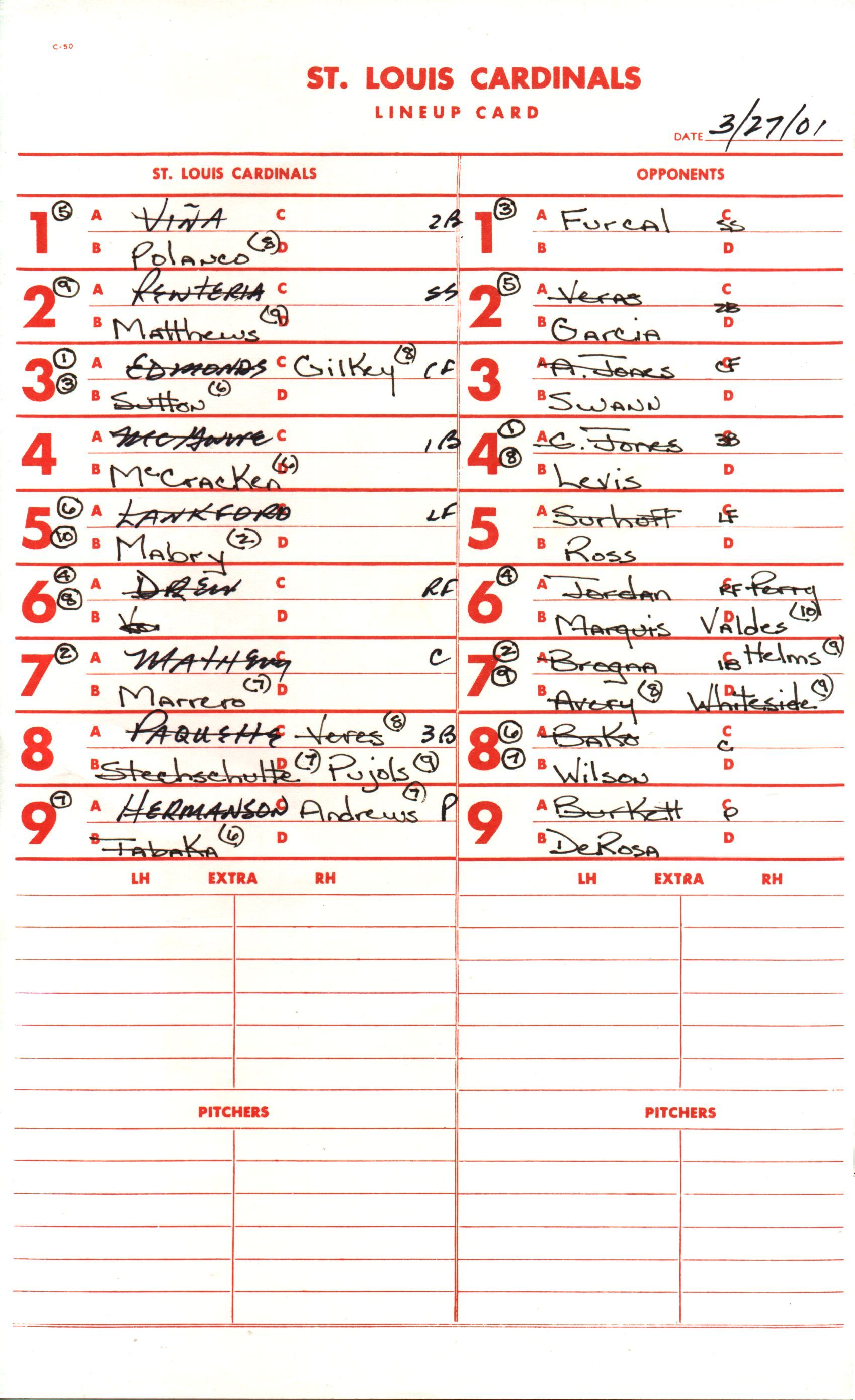
Documento raffigurante l'ordine di battuta dell'incontro Cardinals vs Braves del 2001

Nel baseball l'ordine di battuta (o Line Up) è l'ordine dei nove battitori che si presentano in successione l'uno dopo l'altro alla battuta.
Esso è il derivato di uno studio attento delle medie di attacco dei singoli giocatori.
Il baseball è uno sport estremamente basato sulle medie millesimali della resa di ogni giocatore, sia in attacco che in difesa. Durante lo svolgimento della partita ogni azione viene "riassunta" in un ruolino il quale, anche se letto a distanza di tempo, riporta una cronaca scritta delle azioni di gioco che si sono svolte durante l'incontro.

## Le divisioni
Il Line Up è diviso in due "zone" secondo le caratteristiche dei vari battitori.

### Il "Turno Alto"
Il Turno Alto è costituito dai battitori compresi tra la seconda e la quinta-sesta posizione (dipende dalle caratteristiche delle varie squadre). È denominato "alto" in quanto è costituito dai battitori migliori della squadra. Questi sono i battitori più di potenza e dotati di abilità nell'impattare la pallina, piuttosto che velocità nella corsa. Tra questi spicca il cosiddetto "quarto in battuta", che tra tutti i componenti della sua squadra è il battitore più potente di tutti.

#### Il "Lead Off"
Il Lead Off è il battitore che compare per primo nel Line Up. 
È un atleta generalmente molto adatto alla corsa, contraddistinto dalla miglior media millesimale di arrivo in base rispetto al numero di volte che si è presentato al piatto; la stessa viene calcolata sulla resa durante il campionato fino a quel momento.
L'obiettivo è arrivare almeno in prima base con battute a terra non molto lunghe, per poi dare la possibilità ai suoi compagni di provare a portarlo a casa o spingerlo il più avanti possibile a suon di battute.

#### Il secondo in battuta
È il secondo atleta della squadra con la maggior percentuale (millesimale) di arrivo in base rispetto alle presenze nel box di battuta; veloce anch'egli, ha il compito di arrivare pure lui salvo in base e, eventualmente, "rubare" una base se ha la possibilità.

#### Il terzo in battuta
È il giocatore della squadra con la miglior media battuta cioè che ha la maggior percentuale di battute andate a buon fine rispetto alle presenze in box di battuta.

#### Il quarto in battuta
È il giocatore con la miglior media "bombardieri" vale a dire che ha la miglior media di squadra di battute lunghe, che di solito consentono al loro realizzatore di raggiungere non solo la prima base, ma anche le successive a causa di una battuta estremamente profonda in campo, quando non addirittura un fuoricampo (homerun).
Egli ha il compito di picchiare la palla molto forte per consentire al primo, secondo e terzo in battuta, qualora presenti in campo e non eliminati in precedenza, di raggiungere il piatto di casa base e segnare un punto a testa. Se viene compiuto un fuoricampo con il primo, secondo e terzo in battuta ancora sulle basi, questo si chiama "grande slam", poiché è il massimo di punti ottenibile da un singolo battitore che batta la palla fuoricampo, poiché non solo permetterà ai compagni di compiere di diritto il giro fino al piatto di casa base, ma otterrà lo stesso diritto anche lui, raggiungendo così la quota di quattro segnature.

#### Il quinto in battuta
È il secondo giocatore della squadra ad avere la più alta media bombardieri (vedi sopra "il quarto in battuta"), sostanzialmente ha lo stesso compito del quarto in battuta qualora egli sia stato eliminato in uno dei modi previsti senza avere la possibilità di portare a casa i compagni.

### Il "Turno Basso"
Il gruppo dalla quinta-sesta posizione fino all'ultima, la nona, è detto turno basso, in quanto comprende i battitori meno abili della squadra. Questi cercano di raggiungere le basi, ma non sono sostenuti immediatamente dal turno alto.

#### Il sesto, settimo, ottavo e nono in battuta
Sono generalmente i battitori meno produttivi della squadra; ciò non toglie che non possano produrre risultati positivi per la loro compagine, contribuendo così ad accumulare punti fino al terzo out dell'ultimo inning.
Essere schierati in queste posizioni in battuta non è una vergogna, considerato che un giocatore di baseball si compone di due caratteristiche fondamentali: la capacità offensiva e la capacità difensiva. Le due qualità sono disgiunte e non è detto che un giocatore poco capace in attacco lo sia anche in difesa. Può capitare che il nono in battuta dell'attacco sia una pedina imprescindibile dello scacchiere della squadra, in quanto irrinunciabile in difesa.
La scelta di mettere i battitori migliori per primi e quelli peggiori per ultimi è dovuta al fatto logico che in questo modo il turno alto ha le maggiori possibilità di presentarsi al piatto di casa base, a causa della rotazione dei battitori.